# Majaka
Majaka (lat. Mayaca), rod močvarnih zimzelenih trajnica iz reda travolike (Poales) koji čini samostalnu porodicu Mayacaceae. Priznato je pet vrsta od kojih četiri rastu u Americi i jedna u Africi (M. baumii).

## Vrste
1. Mayaca baumii Gürke
2. Mayaca fluviatilis Aubl.
3. Mayaca kunthii Seub.
4. Mayaca longipes Mart. ex Seub.
5. Mayaca sellowiana Kunth

## Vanjske poveznice
|  | Zajednički poslužitelj ima još gradiva o temi Mayaca |
|  | Wikivrste imaju podatke o taksonu Mayaca             |